# Suite nr. 2 voor twee piano's (Rachmaninov)
Suite nr. 2 voor twee piano’s, opus 17 is een compositie voor twee piano’s van Sergej Rachmaninov.
Rachmaninov componeerde dit werk tijdens zijn verblijf in Italië in het begin van 1901, in dezelfde tijd als het beroemde tweede pianoconcert op.18, en het bevestigt de terugkeer van zijn creativiteit, vier jaar na de mislukking van zijn eerste symfonie.
In tegenstelling tot de eerste suite voor twee piano’s, is de compositie niet op gedichten gebaseerd en heeft meer de traditionele vorm van een suite. Het werk werd voor het eerst uitgevoerd op 24 november 1901, uiteraard door de componist zelf, samen met zijn neef Alexander Siloti.
De delen zijn:
- Introduction: Alla marcia (in C majeur)
- Valse: Presto (in G majeur)
- Romance: Andantino (in As majeur)
- Tarentelle: Presto (in c mineur)

Het werk duurt ongeveer 23 minuten.
Het stuk begint direct vol energie, maar eindigt verrassend genoeg in een coda vol rust en vreedzaamheid. Het tweede deel is een vrolijke wals, vol virtuoze momenten waarin het spel van beide piano’s naadloos in elkaar geweven is. Steeds wanneer men het gevoel krijgt dat het tot een climax zal komen neemt de componist weloverwogen het tempo terug (meno mosso) om de melodie vol tot uiting te laten komen. Het derde deel borduurt hier op een elegante wijze en veel gevoel op voort. In het slotdeel, een tarantella horen we al in de eerste noten de duidelijke afkondiging van de inhoud: hier gaat het om de afsluiting, een “duel” tussen de beide instrumenten, die vol bravoure naar een spectaculaire gezamenlijke climax toewerkt.
De opmerkelijkste uitvoering van de tweede suite vond ongetwijfeld in Los Angeles plaats in het begin van de jaren veertig, korte tijd voor de dood van Rachmaninov. Hij speelde het werk zelf samen met Vladimir Horowitz op een feestje waar zij beiden waren; de enige keer dat zij samen speelden. De eerste en tweede suite worden vaak samen uitgevoerd.